# Volley Bartreng w europejskich pucharach
Volley Bartreng w europejskich pucharach występował w trakcie dziesięciu sezonów.

## Lista spotkań w europejskich pucharach

### Puchar Zdobywców Pucharów 1992/1993
| Runda               | Data       | Miejsce spotkania | Przeciwnik           | Wynik spotkania        |
| ------------------- | ---------- | ----------------- | -------------------- | ---------------------- |
| Faza kwalifikacyjna | 03.10.1992 | Bertrange         | Salonit Anhovo Kanal | 0:3 (2:15, 7:15, 3:15) |
| Faza kwalifikacyjna | 10.10.1992 | Kanal             | Salonit Anhovo Kanal | 0:3 (3:15, 5:15, 5:15) |

### Puchar CEV 1993/1994
| Runda                   | Data       | Miejsce spotkania | Przeciwnik           | Wynik spotkania        |
| ----------------------- | ---------- | ----------------- | -------------------- | ---------------------- |
| II runda kwalifikacyjna | 06.11.1993 | Geldrop           | Autodrop VCG Geldrop | 0:3 (6:15, 7:15, 3:15) |
| II runda kwalifikacyjna | 13.11.1993 | Bertrange         | Autodrop VCG Geldrop | 0:3 (8:15, 5:15, 8:15) |

### Puchar CEV 1997/1998
| Runda                   | Data       | Miejsce spotkania | Przeciwnik                | Wynik spotkania                     |
| ----------------------- | ---------- | ----------------- | ------------------------- | ----------------------------------- |
| II runda kwalifikacyjna | 28.11.1997 | Bertrange         | Paris-Lodron ASV Salzburg | 0:3 (4:15, 6:15, 6:15)              |
| II runda kwalifikacyjna | 29.11.1997 | Bertrange         | Elcond Zalău              | 0:3 (3:15, 8:15, 8:15)              |
| II runda kwalifikacyjna | 30.11.1997 | Bertrange         | Enosis Neon Paralimni     | 3:2 (7:15, 15:9, 15:8, 3:15, 16:14) |

### Puchar CEV 1998/1999
| Runda                  | Data       | Miejsce spotkania | Przeciwnik        | Wynik spotkania                 |
| ---------------------- | ---------- | ----------------- | ----------------- | ------------------------------- |
| I runda kwalifikacyjna | 10.10.1998 | Averbode          | Everbeur Averbode | 0:3 (2:15, 4:15, 9:15)          |
| I runda kwalifikacyjna | 18.10.1998 | Bertrange         | Everbeur Averbode | 1:3 (12:15, 9:15, 17:15, 15:17) |

### Puchar CEV 1999/2000
| Runda                   | Data       | Miejsce spotkania | Przeciwnik            | Wynik spotkania           |
| ----------------------- | ---------- | ----------------- | --------------------- | ------------------------- |
| I runda kwalifikacyjna  | 02.10.1999 | Serravalle        | SS Juvenes Serravalle | 3:0 (25:23, 25:22, 25:21) |
| I runda kwalifikacyjna  | 09.10.1999 | Bertrange         | SS Juvenes Serravalle | 3:0 (25:16, 25:12, 25:21) |
| II runda kwalifikacyjna | 10.12.1999 | Zevenhuizen       | Cadenz Nesselande     | 0:3 (21:25, 18:25, 16:25) |
| II runda kwalifikacyjna | 11.12.1999 | Zevenhuizen       | OK Brčko              | 3:0 (25:15, 25:17, 28:26) |
| II runda kwalifikacyjna | 12.12.1999 | Zevenhuizen       | PCSK/Rīga             | 0:3 (19:25, 19:25, 13:25) |

### Puchar Top Teams 2000/2001
| Runda                  | Data       | Miejsce spotkania | Przeciwnik     | Wynik spotkania           |
| ---------------------- | ---------- | ----------------- | -------------- | ------------------------- |
| I runda kwalifikacyjna | 15.10.2000 | Bertrange         | Uniqa Salzburg | 0:3 (18:25, 20:25, 14:25) |
| I runda kwalifikacyjna | 22.10.2000 | Salzburg          | Uniqa Salzburg | 0:3 (18:25, 20:25, 19:25) |

### Puchar CEV 2000/2001
| Runda                   | Data       | Miejsce spotkania | Przeciwnik                | Wynik spotkania           |
| ----------------------- | ---------- | ----------------- | ------------------------- | ------------------------- |
| II runda kwalifikacyjna | 24.11.2000 | Antwerpia         | Amber Antwerpen           | 0:3 (12:25, 8:25, 17:25)  |
| II runda kwalifikacyjna | 25.11.2000 | Antwerpia         | Cadenz Nesselande         | 0:3 (11:25, 15:25, 20:25) |
| II runda kwalifikacyjna | 26.11.2000 | Antwerpia         | Chênois Genève Volleyball | 0:3 (19:25, 19:25, 13:25) |

### Puchar Top Teams 2002/2003
| Runda                   | Data       | Miejsce spotkania | Przeciwnik                  | Wynik spotkania           |
| ----------------------- | ---------- | ----------------- | --------------------------- | ------------------------- |
| II runda kwalifikacyjna | 08.11.2002 | Innsbruck         | HAOK Mladost Regent Zagrzeb | 0:3 (13:25, 10:25, 14:25) |
| II runda kwalifikacyjna | 09.11.2002 | Innsbruck         | Tampereen Isku-Volley       | 0:3 (17:25, 20:25, 16:25) |
| II runda kwalifikacyjna | 10.11.2002 | Innsbruck         | VT Tiroler Wasserkraft      | 0:3 (12:25, 13:25, 19:25) |

### Puchar Challenge 2022/2023
| Runda       | Data       | Miejsce spotkania | Przeciwnik   | Wynik spotkania                  |
| ----------- | ---------- | ----------------- | ------------ | -------------------------------- |
| 1/32 finału | 12.10.2022 | Bertrange         | VC Stroossen | 1:3 (22:25, 18:25, 25:14, 17:25) |
| 1/32 finału | 19.10.2022 | Strassen          | VC Stroossen | 1:3 (23:25, 25:13, 21:25, 20:25) |

### Puchar Challenge 2024/2025
| Runda       | Data       | Miejsce spotkania | Przeciwnik       | Wynik spotkania                  |
| ----------- | ---------- | ----------------- | ---------------- | -------------------------------- |
| 1/32 finału | 08.10.2024 | Bertrange         | Maccabi Tel Awiw | 1:3 (26:24, 16:25, 14:25, 15:25) |

## Bilans sezonów

### sezon po sezonie
| Sezon     | Puchar                    | Osiągnięcie             | Mecze | Mecze | Mecze | Sety | Sety | Sety |
| Sezon     | Puchar                    | Osiągnięcie             | LM    | W     | P     | LS   | W    | P    |
| --------- | ------------------------- | ----------------------- | ----- | ----- | ----- | ---- | ---- | ---- |
| 1992/1993 | Puchar Zdobywców Pucharów | faza kwalifikacyjna     | 2     | 0     | 2     | 6    | 0    | 6    |
| 1993/1994 | Puchar CEV                | II runda kwalifikacyjna | 2     | 0     | 2     | 6    | 0    | 6    |
| 1997/1998 | Puchar CEV                | II runda kwalifikacyjna | 3     | 1     | 2     | 11   | 3    | 8    |
| 1998/1999 | Puchar CEV                | I runda kwalifikacyjna  | 2     | 0     | 2     | 7    | 1    | 6    |
| 1999/2000 | Puchar CEV                | II runda kwalifikacyjna | 5     | 3     | 2     | 15   | 9    | 6    |
| 2000/2001 | Puchar Top Teams          | I runda kwalifikacyjna  | 2     | 0     | 2     | 6    | 0    | 6    |
| 2000/2001 | Puchar CEV                | II runda kwalifikacyjna | 3     | 0     | 3     | 9    | 0    | 9    |
| 2002/2003 | Puchar Top Teams          | II runda kwalifikacyjna | 3     | 0     | 3     | 9    | 0    | 9    |
| 2022/2023 | Puchar Challenge          | 1/32 finału             | 2     | 0     | 2     | 8    | 2    | 6    |
| 2024/2025 | Puchar Challenge          | 1/32 finału             | 1     | 0     | 1     | 4    | 1    | 3    |
| Razem     | Razem                     | Razem                   | 25    | 4     | 21    | 81   | 16   | 65   |

### według rozgrywek
| Puchar                    | Starty | Mecze | Mecze | Mecze | Sety | Sety | Sety |
| Puchar                    | Starty | LM    | W     | P     | LS   | W    | P    |
| ------------------------- | ------ | ----- | ----- | ----- | ---- | ---- | ---- |
| Puchar CEV                | 0      | 0     | 0     | 0     | 0    | 0    | 0    |
| Puchar Top Teams          | 2      | 5     | 0     | 5     | 15   | 0    | 15   |
| Puchar Zdobywców Pucharów | 1      | 2     | 0     | 2     | 6    | 0    | 6    |
| Razem                     | 3      | 7     | 0     | 7     | 21   | 0    | 21   |
| Puchar Challenge          | 2      | 3     | 0     | 3     | 12   | 3    | 9    |
| Puchar CEV (1980-2007)    | 5      | 15    | 4     | 11    | 48   | 13   | 35   |
| Razem                     | 7      | 18    | 4     | 14    | 60   | 16   | 44   |
| Razem                     | 10     | 25    | 4     | 21    | 81   | 16   | 65   |